# Schlacht bei Fontenoy
Europäischer Kriegsschauplatz:

Mollwitz* – Chotusitz* – Simbach – Dettingen – Toulon – Pfaffenhofen – Tournai – Fontenoy – Hohenfriedberg** – Soor** – Hennersdorf** – Kesselsdorf** – Brüssel – Piacenza – Namur – Roucourt – Kap Finisterre 1 – Lauffeldt – Assietta –  Bergen op Zoom – Kap Finisterre 2 – Maastricht
(*) Erster Schlesischer Krieg – (**) Zweiter Schlesischer Krieg
Indischer Kriegsschauplatz:

Erster Karnatischer Krieg
Amerikanischer Kriegsschauplatz:

War of Jenkins’ Ear – King George’s War
Die Schlacht bei Fontenoy vom 11. Mai 1745 zwischen Briten, Hannoveranern, Österreichern und Niederländern einerseits und den Franzosen andererseits fand während des Österreichischen Erbfolgekriegs in der Nähe der Schelde statt. Obwohl britische Kolonnen das französische Zentrum durchstoßen konnten, blieb ihnen der Sieg ohne ausreichende Unterstützung versagt und die Schlacht endete mit einem Sieg der Franzosen.

## Operationen vor der Schlacht
Im Verlauf des Jahres 1744 hatte sich der 1740 begonnene Österreichische Erbfolgekrieg an die Grenzen Frankreichs verlagert. Während eine österreichische Armee das Elsass bedrohte, stand eine Armee aus Engländern, Niederländern und Hannoveranern im Norden, in Flandern, wo das Kriegsgeschehen durch starke Festungen bestimmt wurde. König Ludwig XV. erteilte dem in französischen Diensten stehenden Feldmarschall Moritz Graf von Sachsen (Sohn des polnischen Königs August II.) den Befehl, einen Offensivplan für die in Flandern stehende französische Armee auszuarbeiten. Dieser Plan sah vor, zunächst das befestigte Tournai, eine wichtige Festung im Südwesten von Flandern am Westufer der Schelde (heute Belgien), zu erobern und dann über die Schelde zu gehen und in die österreichischen Niederlande einzufallen. Sobald die Belagerung von Tournai zu Beginn des Jahres 1745 mit massiven französischen Kräften begann, entschlossen sich die Verbündeten im April 1745, auf diese Bedrohung zu reagieren und eine Entsatzarmee zu schicken. Diese „pragmatische Armee“ der Verbündeten unter dem Oberbefehl des Herzogs von Cumberland marschierte daraufhin auf Tournai, um die holländische Garnison zu befreien und den Belagerungsring aufzubrechen. Sie bestand anfänglich aus 25.000 Engländern, 30.000 Niederländern und etwa 1000 Hannoveranern plus einigen wenigen Österreichern. Am 5. Mai 1745 erreichte Moritz von Sachsen die Nachricht, dass diese Armee der Verbündeten anrücken würde. Darauf teilte er seine Armee; er beließ 20.000 Mann um Tournai herum, während er selbst mit 50.000 Mann über die Schelde ging und dort eine starke Defensivposition bezog, um die Entsatzarmee der Verbündeten abzufangen.

## Verlauf

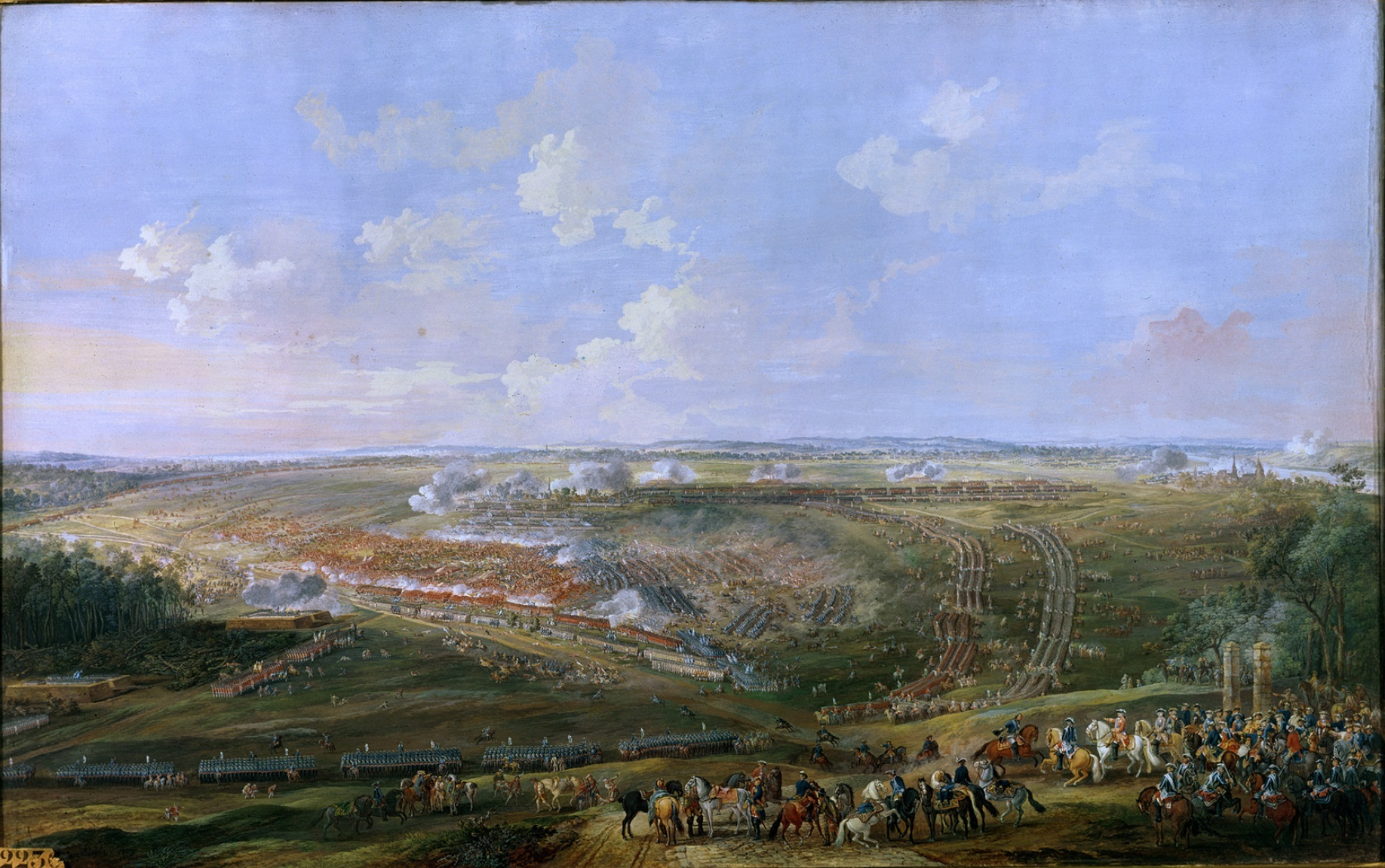
Das Gemälde von Louis-Nicolas Van Blarenberghe zeigt die durch die französischen Linien durchgebrochene britische Kolonne

Da er die Kampfkraft seiner eigenen Infanterieverbände im direkten Vergleich zur britischen Infanterie als schwächer einschätzte, postierte Moritz von Sachsen seine Armee in einer starken Defensivstellung in den Hügeln östlich der Schelde zwischen den durch Schanzen verstärkten Dorf Antoing, Fontenoy und einer von Pionieren ausgebauten Bastion am Rande eine Waldstückes (Bois de Barry), die als Redoute D’Eu bezeichnet wurde. Die jeweils von Schanzen verstärkten Stellungen bildeten ein Dreieck, dessen Spitze auf die Angreifer gerichtet war. Einzig der auf einem abfallenden Plateau gelegene und von einem Bach durchzogene Zwischenraum zwischen Fontenoy und der Waldspitze war nicht befestigt worden, weil Moritz einen Angriff an dieser Stelle durch den regennassen Grund für unmöglich hielt. Hier standen 6 französische Gardebataillone und eine Brigade, die sich aus 4 französischen und Schweizer Bataillonen zusammensetzte. Dahinter standen weitere Brigaden. Die Masse der Kavallerie hatte Moritz hinter seinem Zentrum und dem linken Flügel postiert, 2 Regimenter Dragoner waren östlich von Antoing postiert worden.
Die pragmatische Armee erreichte die französischen Stellungen am 10. Mai.
König Ludwig XV., der sich mit dem jungen Dauphin von Versailles aus auf den Weg gemacht hatte, war inzwischen ebenfalls eingetroffen und mit den Weisungen Moritz’ einverstanden. Der König bezog sein Hauptquartier am 11. Mai 1745 hinter dem linken Flügel. Geschützt wurde er durch Reiterregimenter und einige Bataillone Leibgarde. Moritz von Sachsen, der an Wassersucht litt, konnte kein Pferd besteigen und ließ sich in einer Sänfte tragen.
Der Herzog von Cumberland ließ am frühen Morgen gegen 5.30 Uhr angreifen, als sich die Frühnebel auflösten. Zunächst ließ er an seinem linken Flügel die Niederländer gegen Antoing vorgehen. Diese wurden unter dem Frontalfeuer von Antoing aus, dem Feuer der (abgesessenen) französischen Dragoner von der rechten Flanke sowie durch das Artilleriefeuer einer Batterie von links zurückgeworfen. Am rechten Flügel der Verbündeten griff parallel dazu die Hochländerbrigade Ingoldsbys den Bois de Barry an, wo sie in dichtem Unterholz auf eine neuartige französische Infanterietruppe traf, die Grassins. Diese waren eine Vorläuferform der Jäger, eine leichte Infanterie, sowohl im Nahkampf als auch als Schützen ausgebildet. Die Grassins schlugen die überraschten Hochländer im Waldgefecht ohne Probleme zurück. In der Mitte griffen die britischen Gardetruppen Fontenoy an, blieben jedoch ebenfalls im massierten Feuer von Infanterie und Artillerie stecken.
Nach drei Stunden Kampf war die Stellung der Franzosen unangetastet. Der Herzog von Cumberland plante nun, mit einem massiven Stoß im Zentrum die Entscheidung zu suchen. Er massierte 15.000 seiner Engländer, Schotten und Hannoveraner in einer Doppelkolonne in der Absicht, das französische Zentrum anzugreifen, zu durchstoßen und damit die französische Armee zu spalten. Dazu brachte er als Verstärkung einige Geschütze heran. Obwohl Brigadegeneral Richard Ingoldsby den von Cumberland mehrfach befohlenen Angriff auf die Redoute D’Eu nicht ausführte, marschierte diese Doppelkolonne über den aufgeweichten Boden auf die französischen Garden zu, die sich unerwartet den massierten, wenn auch von dem schwierigen Gelände erschöpften Truppen gegenübersahen. Die Kommandeure der Campbell- und Royal Scottish-Regimenter (Lord Albemarle, Robert Churchill und Lord Hay) traten einige Schritte vor und zogen zum Gruß ihre Hüte. Die französischen Kommandeure erwiderten daraufhin den Gruß. Lord Hay rief den französischen Kommandanten Comte D’Auteroche die Frage zu, ob er zuerst feuern lassen wolle. Dieser verneinte und lud die Briten ein, zuerst zu feuern. Die auf Kernschussweite herangerückten britischen Truppen gaben daraufhin ihre Salve ab, welche die schutzlosen Franzosen schwer traf. Diese wichen zurück, worauf die Briten und Hannoveraner das französische Zentrum durchbrachen und bei den Franzosen Verwirrung und schwere Verluste verursachten. Im Flankenfeuer von beiden Seiten her konnte der Einbruch jedoch nicht erweitert werden. Ludwig XV. wollte daraufhin die Schlacht verloren geben und fliehen, Moritz von Sachsen widersprach allerdings und ließ sich persönlich aufs Schlachtfeld bringen. Die Franzosen begannen nun einen Gegenangriff: Mit 68 Schwadronen griffen sie in mehreren Wellen die britischen Stoßkolonnen an, welche ihre Position hielten, jedoch nicht mehr voran kamen.

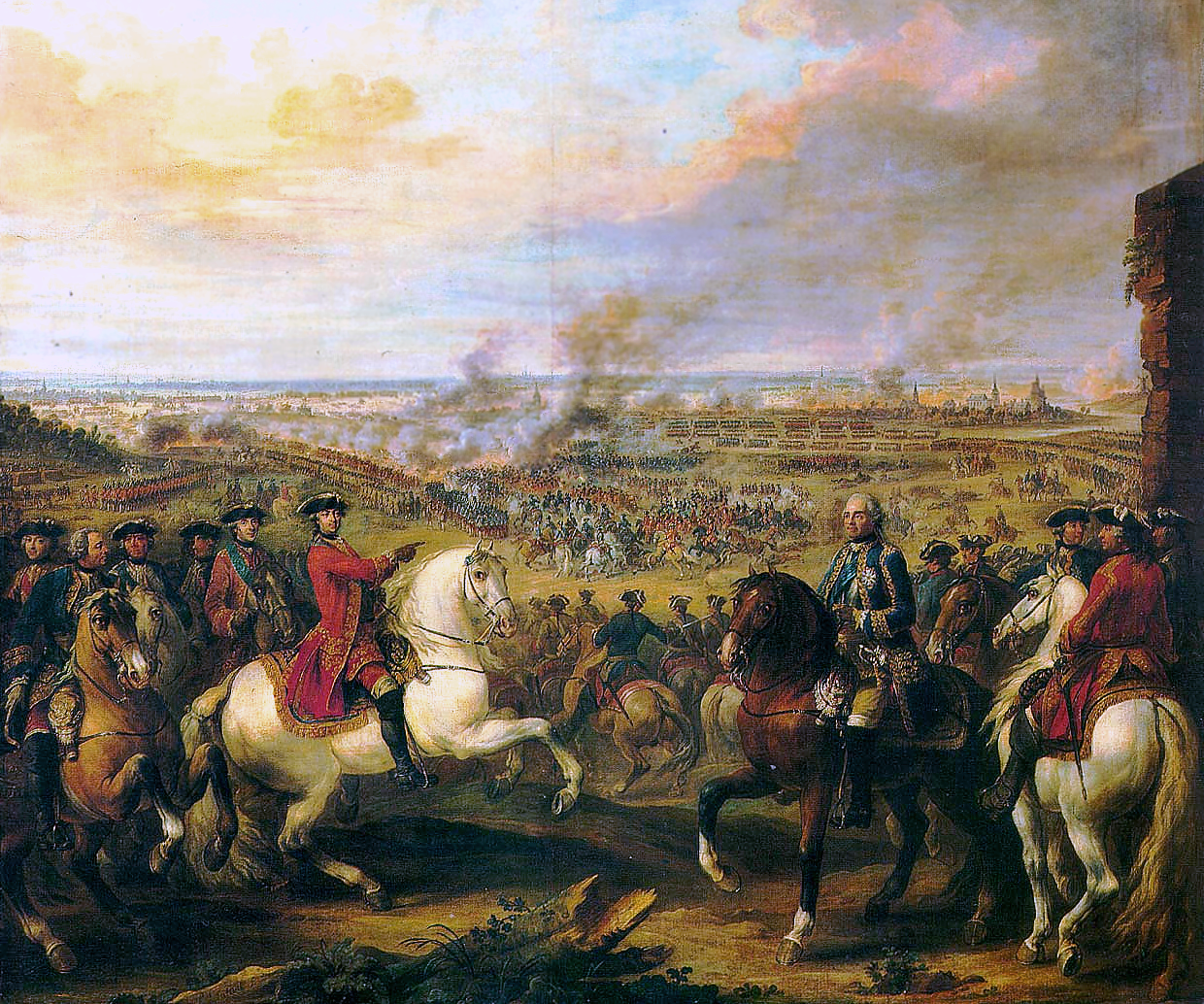
Das Gemälde von Pierre L’Enfant zeigt den Moment des Sieges: Der französische König Ludwig XV., auf einem Schimmel reitend, zeigt mit dem Finger auf den eigentlichen Sieger der Schlacht, Moritz von Sachsen, der in blauer Uniform im Vordergrund rechts auf einem Pferd sitzt.

Moritz von Sachsen befahl nun den Angriff auf ganzer Linie. Am linken Flügel griff der Comte de Löwendahl mit frischen irischen Regimentern in französischen Diensten aus Tournai herangeführt an. Am rechten Flügel führte der Duc de Biron den Angriff. Im Zentrum wurden die Briten durch die königliche Leibgarde, Kavallerieregimenter und verbliebene Infanterie attackiert. Unter dem massiven Druck und ohne Unterstützung begannen die Briten zu weichen und zogen sich über das zuvor durchquerte Gelände geordnet auf ihre Ausgangsstellungen wieder zurück.

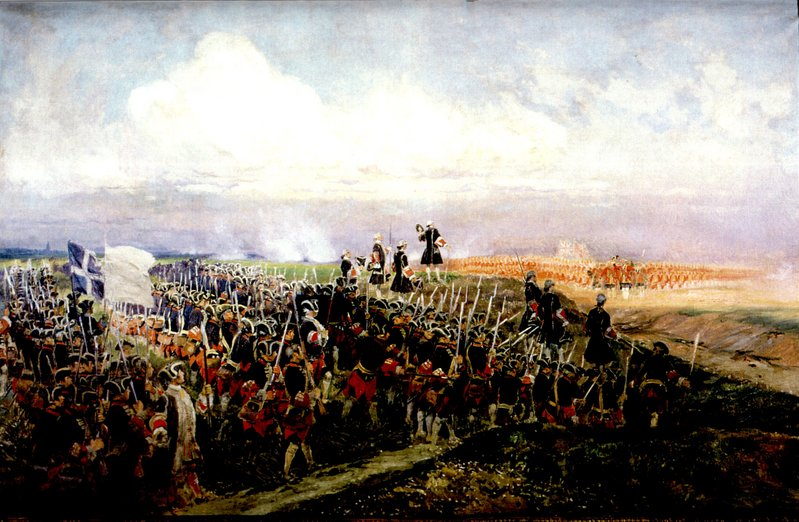
Aufeinandertreffen der französischen und britischen Garden in der Schlacht bei Fontenoy. Gemälde von Edouard Detaille.

Nach dem Ende der Schlacht zog sich die pragmatische Armee zurück und überließ das Schlachtfeld den Franzosen, die keine Verfolgung durchführten. Die Verluste der Briten, Niederländer, Österreicher und Hannoveraner waren mit 7.500 Toten und Verwundeten geringfügig höher als die der siegreichen Franzosen mit 7.300 Toten und Verwundeten. Die Hauptlast des Kampfes hatte bei den Briten (4041 Toten und Verwundeten) gelegen.
Ein später zu Bekanntheit gelangter Teilnehmer der Schlacht war Jeffrey Amherst, damals Adjutant von Sir John Ligonier. Das Verhalten der britischen Infanteristen während der Schlacht flößte den Franzosen großen Respekt ein und trug erheblich dazu bei, den Briten den Ruf einzubringen, zu den besten Fußsoldaten Europas zu gehören. Der Whig George Grenville machte im Nachgang der Schlacht Ingoldbys Inaktivität dafür verantwortlich, dass die Schlacht verloren ging. Dieser habe, trotz mehrfacher Aufforderungen, nicht angegriffen.
Die pragmatische Armee wurde im Laufe des Jahres dadurch geschwächt, dass Cumberland mit den meisten britischen Regimentern nach Großbritannien abzog, um dem schottischen Aufstand von 1745 zu begegnen. Die Engländer verloren auch den Generalleutnant Sir Campbell und den Brigadier Sir Ponsonby. Auf französischer Seite fielen die Generalleutnants Louis de Grammont (1689–1745) und de Lutteaux, sowie der Maréchal de camp Du Brocat.
Dagegen ermöglichte der verlustreiche Sieg bei Fontenoy es Moritz von Sachsen im Verlauf des Jahres, Tournai einzunehmen und wie geplant nach Norden vorzustoßen. Dort konnten weitere flandrische Festungen eingenommen werden: Im Februar 1746 fiel zunächst Brüssel an die französische Armee, im Juli 1746 Mons. Zwei Monate später fiel Namur. Im Oktober 1746 folgte mit der Schlacht von Rocoux ein weiterer Sieg der Franzosen.